# مذبحة إلدورادو دو كاراجاس

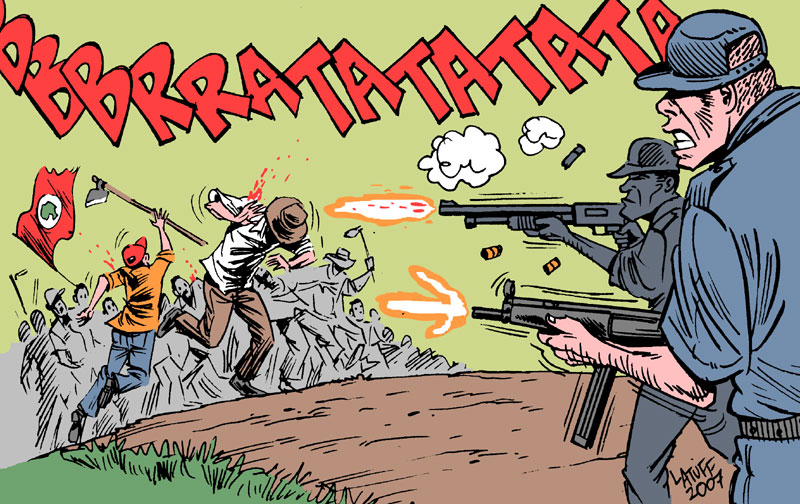
رسم رسام الكاريكاتير السياسي كارلوس لاتوف يصور المذبحة.

مذبحة إلدورادو دو كاراجاس كانت عملية قتل جماعي لتسعة عشر مزارعًا لا يملكون أرضًا كانوا يجلسون في مزرعة خاصة. تم إطلاق النار عليهم من قبل الشرطة العسكرية في 17 أبريل 1996، في المنطقة الجنوبية من ولاية بارا في البرازيل.
في 17 أبريل 1996 أطلقت الشرطة العسكرية لولاية بارا النار على 19 عضوًا من حركة العمال الذين لا يملكون أرضًا على المنحنى "S" للطريق السريع PA-150 في بلدية إلدورادو دو كاراجاس، في جنوب ولاية بارا. كان هؤلاء الأشخاص جزءًا من مظاهرة تدعو إلى الاستيلاء الفيدرالي على مزرعة خاصة حيث أقامت حركة الفلاحين المشهورين معسكرًا يسمى «ماكاكسيرا» مع ما يقرب من 3000 أسرة.
بناءً على أوامر وزير الدولة للأمن العام باولو سيت كامارا، صدرت أوامر للشرطة بإخلاء الطريق السريع «بأي ثمن».

## اعتبارها مذبحة
تم استخدام الكلمة البرتغالية مذبحة مرارًا وتكرارًا في الصحافة البرازيلية لوصف مقتل هؤلاء المزارعين بالرصاص. هناك أكثر من 100 موقع إخباري برازيلي على الإنترنت تستخدم العبارة الدقيقة «مذبحة دي إلدورادو دي كاراجاس» للإشارة إلى عمليات القتل هذه.

## بعد الحادثة
في 7 مايو 2012، بعد ستة عشر عامًا من الحدث، سُجن أخيرًا قائدي مذبحة إلدورادو دو كاراجاس التي قُتل فيها 19 شخصًا.

## الذكرى
ألقى رئيس مجلس النواب البرازيلي أرليندو شيناغليا خطابًا لاستذكار الرعب الذي خلفته «مذبحة إلدورادو دي كاراجاس» في برازيليا في 17 أبريل 2008، بمناسبة مرور 12 عامًا على المذبحة.